# Elecciones primarias de Argentina de 2019
El 11 de agosto de 2019 se realizaron las elecciones primarias, abiertas, simultáneas y obligatorias (PASO), para determinar las candidaturas para los cargos nacionales en las elecciones presidenciales y legislativas de octubre de 2019.
Las PASO para los cargos de diputados nacionales se realizaron en los 24 distritos electorales, mientras que las PASO para senadores nacionales se realizaron en ocho distritos. Sólo las agrupaciones políticas que obtuvieron el 1,5 % o más de votos válidos en las PASO, quedaron habilitadas para presentarse en las elecciones generales del 27 de octubre de 2019.

## Desarrollo
En estas elecciones primarias se eligieron candidatos a presidente de la Nación y a legisladores nacionales (senadores y diputados nacionales). Sin embargo, los frentes que competían independientemente, para ser habilitados a las elecciones generales de octubre, debían cumplir como requisito alcanzar como mínimo el 1,5% de los votos válidos. Mientras que en los frentes con varios candidatos, quedaría habilitado el candidato de más votos con el mínimo antes mencionado. Sin embargo, en esta elección ningún candidato a presidente fue a internas.
Las elecciones para cargos provinciales (gobernadores, diputados provinciales, senadores provinciales, etc.) y municipales (intendentes, concejales, etc.) son independiente de las elecciones para cargos nacionales y pueden o no realizarse en las mismas fechas.
También estaban habilitados para votar los ciudadanos de 16 años y también las personas de 15 años que cumplieran antes del 27 de octubre (con excepción de la provincia de Córdoba).
Las elecciones primarias, abiertas, simultáneas y obligatorias (PASO) se realizaron el 11 de agosto. Con este sistema, los candidatos son elegidos dentro de cada alianza, en un mismo acto eleccionario obligatorio, en el que los ciudadanos pueden votar por cualquier precandidato de cualquier partido, pero solamente pueden emitir un voto. Cuando hay más de un precandidato por alianza, el que obtenga más votos será el elegido como candidato de esa alianza para las elecciones generales, a realizarse dos meses después. Las PASO también definen qué fuerzas pueden presentarse en las elecciones generales, ya que solamente aquellas que obtengan un mínimo de 1,5% de los votos válidos pueden hacerlo.
En 2019 las diez fuerzas políticas que se presentaron para las elecciones presidenciales presentaron solamente un precandidato en la categoría de presidente y vice de la Nación. Debido a ello no fue necesario elegir internamente entre varios candidatos, pero la cantidad de personas que votaron en cada interna resulta un claro indicador de las preferencias del electorado, con vistas a las elecciones generales del 27 de octubre.
El viernes 9 de agosto, exfuncionarios del gobierno de Macri violaron la veda electoral y difundieron una encuesta de la empresa Elypsis, cercana al gobierno, que daba ganador a Macri en las PASO. La empresa despidió a los gerentes responsables, mientras que el presidente Macri los defendió.
Los resultados sorprendieron a la opinión pública nacional e internacional porque las encuestas y algunos medios de comunicación anticipaban una gran paridad entre el oficialismo de Juntos por el Cambio y la principal alianza opositora organizada en el Frente de Todos. Pero los pronósticos no se cumplieron y la cantidad de ciudadanos que eligió votar en las internas de la principal oposición, superó por más de quince puntos porcentuales a la cantidad de gente que eligió votar en las internas del oficialismo. 
Finalmente, de las diez fuerzas que se presentaron en las PASO, solamente seis superaron el 1,5% de votantes, quedando habilitadas para participar en las elecciones generales del 27 de octubre: Frente de Todos, Juntos por el Cambio, Consenso Federal, Frente de Izquierda y de Trabajadores - Unidad, Frente NOS y Unite por la Libertad y la Dignidad.

## Contexto
Las elecciones se dieron en el contexto de un delicada situación económica y social. Desde 2017 el país atravesaba una crisis económica. En el mes de abril se inició una corrida cambiaria, por insuficiencia de divisas para cubrir la salida de dólares (déficit de la cuenta corriente de la balanza de pagos), que produjo una devaluación del peso argentino de más de un 100 % (de $17 en agosto de 2017, a $40 en agosto de 2018), y del 400 % desde el comienzo de su gobierno.
La crisis cambiaria produjo una crisis económica generalizada, con recesión, severa caída del salario real y el consumo, aumento de la pobreza, la inflación y del riesgo de default de la deuda externa, que llevó al gobierno a recurrir al Fondo Monetario Internacional (FMI), algo que el ministro de Economía Nicolás Dujovne había prometido no realizar.
El 20 de junio de 2018 el gobierno de Macri firmó un Acuerdo Stand-By con el FMI por cincuenta mil millones de dólares, con el fin de garantizar el pago de los intereses de la deuda externa a los acreedores privados; la operación fue cuestionada y considerada como una «exageración» por el Financial Times. En las semanas siguientes Argentina utilizó los quince mil millones de dólares del primer tramo del préstamo del FMI para vender dólares en el mercado cambiario, habilitando una fuga de capitales por el mismo monto. El 11 de septiembre la directora del FMI Christine Lagarde dio las primeras señales de descontento sobre el modo en que el gobierno argentino estaba utilizando el préstamo, declarando que pretendía «claridad, transparencia, información adecuada y debida para los operadores de mercado, y comunicación mejorada». Dos semanas después el FMI y Argentina firmaron un nuevo acuerdo, el más grande de la historia del Fondo, ampliando en 7100 millones de dólares el monto anterior (cincuenta mil millones de dólares), pero con la prohibición de utilizar el dinero para intervenir en el mercado cambiario, la exigencia de tener en 2019 un presupuesto con «cero déficit» primario (es decir, sin contar el pago de intereses), una inflación menor a 23 % en 2019, adelantando a 2019 los desembolsos previstos para 2020, cuando ya habría finalizado el mandato de Macri.
El año 2018 finalizó con una caída del PBI del 2.3 % medido en pesos (el segundo país del mundo con mayor caída), y de 25 % medido en dólares, pasando de 637 000 millones de dólares en 2017, a 475 000 millones de dólares en 2018, una cifra inferior a todas las alcanzadas a partir de 2011. Socialmente la pobreza aumentó un 20 %, del 25.7 % en 2017 al 32 %, provocando que 2.6 millones de personas más cayeran por debajo de la línea de pobreza. La indigencia o pobreza extrema, aumentó un 50 %, pasando de 4.8 % en 2017 al 6.7 %. Durante el año se perdieron 191 300 puestos de trabajo registrados, que representaban el 1.5 % del total.
En 2019 hubo otra devaluación de más del 50 %, una fuga de capitales que llegó a ser récord histórico, una inflación anual superior al 57 % que fue la más alta en 30 años, una caída del salario real superior al 10 % durante ocho meses que no llegó a ser compensada, y la pobreza aumentó de 27.3 % en el primer semestre de 2018 a 35.4 % en el primer semestre de 2019, que llevó a 3.7 millones de personas de la clase media a caer bajo la línea de pobreza. En diciembre de 2019, el Observatorio de la Deuda Social de la Universidad Católica Argentina informó que según sus datos, los indicadores sociales empeoraron  durante el mandato de Macri; la pobreza aumentó un 36 % pasando del 30 % de la población en 2015, al 40.8 % en el tercer trimestre de 2019, mientras que la indigencia (alimentaria) se duplicó, pasando del 4.5 % de la población en 2015, al 8.9 % en el tercer trimestre de 2019.

## Resultados

### Elecciones presidenciales
Habilitado para las elecciones generales
|  | 47,34 % |

|  | 32,26 % |

|  | 8,15 % |

|  | 2,83 % |

|  | 2,62 % |

|  | 2,15 % |

|  | 0,70 % |

|  | 0,23 % |

|  | 0,14 % |

|  | 0,13 % |

|  | 96,54 % |

|  | 3,46 % |

|  | 98,77 % |

|  | 1,23 % |

|  | 76,41 % |

|  | 23,59 % |

|  | 100 % |

### Elecciones legislativas

#### Cámara de Diputados
|  | 48,92 % |

|  | 100 % |

|  | 30,75 % |

|  | 100 % |

|  | 6,71 % |

|  | 100 % |

|  | 3,64 % |

|  | 100 % |

|  | 0,74 % |

|  | 100 % |

|  | 0,25 % |

|  | 100 % |

|  | 0,22 % |

|  | 100 % |

|  | 0,16 % |

|  | 100 % |

|  | 0,11 % |

|  | 100 % |

|  | 0,10 % |

|  | 100 % |

|  | 0,08 % |

|  | 100 % |

|  | 0,02 % |

|  | 100 % |

|  | 91,70 % |

|  | 8,30 % |

|  | 99,32 % |

|  | 0,68 % |

|  | 78,76 % |

|  | 100 % |

|  | 44,96 % |

|  | 100 % |

|  | 31,06 % |

|  | 100 % |

|  | 7,49 % |

|  | 100 % |

|  | 4,69 % |

|  | 100 % |

|  | 3,09 % |

|  | 100 % |

|  | 1,64 % |

|  | 100 % |

|  | 0,94 % |

|  | 100 % |

|  | 0,93 % |

|  | 100 % |

|  | 0,27 % |

|  | 100 % |

|  | 0,20 % |

|  | 100 % |

|  | 0,11 % |

|  | 100 % |

|  | 0,10 % |

|  | 100 % |

|  | 95,48 % |

|  | 4,52 % |

|  | 99,03 % |

|  | 0,97 % |

|  | 76,82 % |

|  | 100 % |

|  | 53,55 % |

|  | 100 % |

|  | 22,88 % |

|  | 100 % |

|  | 4,50 % |

|  | 100 % |

|  | 1,22 % |

|  | 100 % |

|  | 0,60 % |

|  | 100 % |

|  | 0,44 % |

|  | 100 % |

|  | 0,28 % |

|  | 100 % |

|  | 0,21 % |

|  | 100 % |

|  | 83,68 % |

|  | 16,32 % |

|  | 99,31 % |

|  | 0,69 % |

|  | 74,21 % |

|  | 100 % |

|  | 60,80 % |

|  | 67,25 % |

|  | 31,88 % |

|  | 0,51 % |

|  | 0,27 % |

|  | 0,09 % |

|  | 23,99 % |

|  | 89,88 % |

|  | 10,12 % |

|  | 3,17 % |

|  | 100 % |

|  | 2,11 % |

|  | 100 % |

|  | 1,13 % |

|  | 100 % |

|  | 0,70 % |

|  | 100 % |

|  | 0,48 % |

|  | 100 % |

|  | 0,45 % |

|  | 100 % |

|  | 0,31 % |

|  | 100 % |

|  | 93,14 % |

|  | 6,86 % |

|  | 98,65 % |

|  | 1,35 % |

|  | 73,64 % |

|  | 100 % |

|  | 40,66 % |

|  | 100 % |

|  | 21,95 % |

|  | 62,04 % |

|  | 37,96 % |

|  | 10,85 % |

|  | 54,35 % |

|  | 45,65 % |

|  | 5,90 % |

|  | 100 % |

|  | 3,68 % |

|  | 100 % |

|  | 2,18 % |

|  | 100 % |

|  | 85,22 % |

|  | 14,78 % |

|  | 96,47 % |

|  | 3,53 % |

|  | 73,50 % |

|  | 100 % |

|  | 40,85 % |

|  | 95,79 % |

|  | 2,25 % |

|  | 1,96 % |

|  | 23,04 % |

|  | 100 % |

|  | 16,62 % |

|  | 100 % |

|  | 5,12 % |

|  | 100 % |

|  | 3,03 % |

|  | 100 % |

|  | 2,40 % |

|  | 100 % |

|  | 2,06 % |

|  | 100 % |

|  | 0,78 % |

|  | 100 % |

|  | 0,50 % |

|  | 61,59 % |

|  | 38,41 % |

|  | 0,36 % |

|  | 100 % |

|  | 0,14 % |

|  | 100 % |

|  | 94,90 % |

|  | 5,10 % |

|  | 96,88 % |

|  | 3,12 % |

|  | 72,73 % |

|  | 100 % |

|  | 49,26 % |

|  | 92,13 % |

|  | 6,24 % |

|  | 0,96 % |

|  | 0,67 % |

|  | 33,76 % |

|  | 58,19 % |

|  | 34,72 % |

|  | 7,09 % |

|  | 4,27 % |

|  | 66,55 % |

|  | 33,45 % |

|  | 3,02 % |

|  | 100 % |

|  | 90,31 % |

|  | 9,69 % |

|  | 98,63 % |

|  | 1,37 % |

|  | 73,68 % |

|  | 100 % |

|  | 44,01 % |

|  | 100 % |

|  | 36,14 % |

|  | 90,37 % |

|  | 7,66 % |

|  | 1,97 % |

|  | 8,55 % |

|  | 59,84 % |

|  | 40,16 % |

|  | 2,23 % |

|  | 100 % |

|  | 0,90 % |

|  | 100 % |

|  | 91,83 % |

|  | 8,17 % |

|  | 98,80 % |

|  | 1,20 % |

|  | 76,72 % |

|  | 100 % |

|  | 64,35 % |

|  | 100 % |

|  | 25,36 % |

|  | 48,44 % |

|  | 41,32 % |

|  | 10,24 % |

|  | 3,40 % |

|  | 100 % |

|  | 0,83 % |

|  | 100 % |

|  | 93,94 % |

|  | 6,06 % |

|  | 99,33 % |

|  | 0,67 % |

|  | 72,13 % |

|  | 100 % |

|  | 46,33 % |

|  | 62,46 % |

|  | 33,91 % |

|  | 3,63 % |

|  | 27,58 % |

|  | 100 % |

|  | 8,12 % |

|  | 100 % |

|  | 4,74 % |

|  | 100 % |

|  | 1,16 % |

|  | 100 % |

|  | 87,93 % |

|  | 12,07 % |

|  | 97,75 % |

|  | 2,25 % |

|  | 74,62 % |

|  | 100 % |

|  | 49,78 % |

|  | 100 % |

|  | 32,79 % |

|  | 100 % |

|  | 7,42 % |

|  | 100 % |

|  | 2,29 % |

|  | 100 % |

|  | 1,20 % |

|  | 100 % |

|  | 93,48 % |

|  | 6,52 % |

|  | 98,97 % |

|  | 1,03 % |

|  | 75,43 % |

|  | 100 % |

|  | 50,16 % |

|  | 100 % |

|  | 31,59 % |

|  | 100 % |

|  | 2,41 % |

|  | 100 % |

|  | 2,10 % |

|  | 100 % |

|  | 0,81 % |

|  | 100 % |

|  | 0,08 % |

|  | 100 % |

|  | 87,15 % |

|  | 12,85 % |

|  | 98,45 % |

|  | 1,55 % |

|  | 69,37 % |

|  | 100 % |

|  | 39,72 % |

|  | 100 % |

|  | 38,59 % |

|  | 100 % |

|  | 9,12 % |

|  | 100 % |

|  | 4,37 % |

|  | 100 % |

|  | 91,80 % |

|  | 8,20 % |

|  | 98,30 % |

|  | 1,70 % |

|  | 79,36 % |

|  | 100 % |

|  | 35,52 % |

|  | 100 % |

|  | 25,83 % |

|  | 36,78 % |

|  | 36,12 % |

|  | 27,10 % |

|  | 23,13 % |

|  | 100 % |

|  | 3,30 % |

|  | 100 % |

|  | 1,26 % |

|  | 100 % |

|  | 89,04 % |

|  | 10,96 % |

|  | 96,99 % |

|  | 3,01 % |

|  | 73,77 % |

|  | 100 % |

|  | 34,98 % |

|  | 100 % |

|  | 23,31 % |

|  | 100 % |

|  | 19,15 % |

|  | 88,40 % |

|  | 11,60 % |

|  | 5,20 % |

|  | 100 % |

|  | 4,98 % |

|  | 100 % |

|  | 1,05 % |

|  | 100 % |

|  | 88,67 % |

|  | 11,33 % |

|  | 96,22 % |

|  | 3,78 % |

|  | 80,44 % |

|  | 100 % |

|  | 43,25 % |

|  | 100 % |

|  | 23,00 % |

|  | 100 % |

|  | 14,03 % |

|  | 100 % |

|  | 3,31 % |

|  | 100 % |

|  | 1,00 % |

|  | 100 % |

|  | 80,09 % |

|  | 14,59 % |

|  | 94,68 % |

|  | 5,32 % |

|  | 76,02 % |

|  | 100 % |

|  | 43,82 % |

|  | 56,90 % |

|  | 39,64 % |

|  | 3,46 % |

|  | 20,24 % |

|  | 88,08 % |

|  | 11,92 % |

|  | 16,23 % |

|  | 100 % |

|  | 4,02 % |

|  | 100 % |

|  | 3,24 % |

|  | 100 % |

|  | 87,55 % |

|  | 12,45 % |

|  | 98,89 % |

|  | 1,11 % |

|  | 72,20 % |

|  | 100 % |

|  | 53,88 % |

|  | 100 % |

|  | 30,29 % |

|  | 91,47 % |

|  | 8,53 % |

|  | 7,63 % |

|  | 64,58 % |

|  | 35,42 % |

|  | 1,44 % |

|  | 100 % |

|  | 1,40 % |

|  | 100 % |

|  | 0,26 % |

|  | 100 % |

|  | 94,90 % |

|  | 5,10 % |

|  | 98,93 % |

|  | 1,07 % |

|  | 78,43 % |

|  | 100 % |

|  | 43,49 % |

|  | 100 % |

|  | 34,61 % |

|  | 67,19 % |

|  | 32,81 % |

|  | 7,53 % |

|  | 100 % |

|  | 3,00 % |

|  | 100 % |

|  | 0,84 % |

|  | 100 % |

|  | 89,47 % |

|  | 10,53 % |

|  | 98,40 % |

|  | 1,60 % |

|  | 74,62 % |

|  | 100 % |

|  | 41,02 % |

|  | 56,42 % |

|  | 23,71 % |

|  | 19,87 % |

|  | 17,28 % |

|  | 39,92 % |

|  | 24,01 % |

|  | 21,47 % |

|  | 14,60 % |

|  | 0,00 % |

|  | 4,54 % |

|  | 100 % |

|  | 2,77 % |

|  | 100 % |

|  | 0,55 % |

|  | 100 % |

|  | 66,16 % |

|  | 33,84 % |

|  | 98,66 % |

|  | 1,34 % |

|  | 71,61 % |

|  | 100 % |

|  | 42,56 % |

|  | 100 % |

|  | 33,02 % |

|  | 99,13 % |

|  | 0,87 % |

|  | 12,21 % |

|  | 100 % |

|  | 3,27 % |

|  | 33,13 % |

|  | 14,52 % |

|  | 11,02 % |

|  | 10,88 % |

|  | 6,67 % |

|  | 6,00 % |

|  | 4,88 % |

|  | 4,63 % |

|  | 4,14 % |

|  | 4,13 % |

|  | 2,81 % |

|  | 100 % |

|  | 2,21 % |

|  | 100 % |

|  | 0,54 % |

|  | 100 % |

|  | 0,18 % |

|  | 38,66 % |

|  | 21,06 % |

|  | 20,87 % |

|  | 10,52 % |

|  | 8,89 % |

|  | 0,15 % |

|  | 100 % |

|  | 0,14 % |

|  | 100 % |

|  | 0,12 % |

|  | 100 % |

|  | 0,09 % |

|  | 100 % |

|  | 97,30 % |

|  | 2,70 % |

|  | 97,32 % |

|  | 2,68 % |

|  | 74,09 % |

|  | 100 % |

|  | 55,46 % |

|  | 100 % |

|  | 19,67 % |

|  | 100 % |

|  | 13,17 % |

|  | 83,28 % |

|  | 16,72 % |

|  | 2,75 % |

|  | 100 % |

|  | 1,01 % |

|  | 100 % |

|  | 0,70 % |

|  | 100 % |

|  | 0,69 % |

|  | 100 % |

|  | 0,32 % |

|  | 100 % |

|  | 93,77 % |

|  | 6,23 % |

|  | 99,27 % |

|  | 0,73 % |

|  | 75,26 % |

|  | 100 % |

|  | 38,43 % |

|  | 100 % |

|  | 15,94 % |

|  | 100 % |

|  | 0 % |

|  | 13,19 % |

|  | 100 % |

|  | 6,75 % |

|  | 100 % |

|  | 4,95 % |

|  | 100 % |

|  | 3,43 % |

|  | 100 % |

|  | 82,69 % |

|  | 17,31 % |

|  | 96,43 % |

|  | 3,57 % |

|  | 72,86 % |

|  | 100 % |

|  | 52,52 % |

|  | 94,81 % |

|  | 5,19 % |

|  | 23,75 % |

|  | 85,10 % |

|  | 14,90 % |

|  | 6,71 % |

|  | 53,11 % |

|  | 46,89 % |

|  | 5,96 % |

|  | 100 % |

|  | 2,09 % |

|  | 100 % |

|  | 91,03 % |

|  | 8,97 % |

|  | 98,60 % |

|  | 1,40 % |

|  | 77,61 % |

|  | 100 % |

1. ↑  Chubut al Frente declinó su participación para las elecciones legislativas.
2. ↑  La lista del Frente Federal NOS no fue oficializada debido a un error de presentación de la lista ante la Cámara Nacional Electoral, por ello fue impedido de participar en las elecciones legislativas.

#### Senado
- Capital Federal
- Chaco
- Entre Ríos
- Neuquén
- Río Negro
- Salta
- Santiago del Estero
- Tierra del Fuego

|  | 45,41 % |

|  | 100 % |

|  | 31,66 % |

|  | 100 % |

|  | 7,48 % |

|  | 100 % |

|  | 4,19 % |

|  | 100 % |

|  | 3,13 % |

|  | 100 % |

|  | 1,28 % |

|  | 100 % |

|  | 0,96 % |

|  | 100 % |

|  | 0,93 % |

|  | 100 % |

|  | 0,27 % |

|  | 100 % |

|  | 0,20 % |

|  | 100 % |

|  | 0,10 % |

|  | 100 % |

|  | 0,10 % |

|  | 100 % |

|  | 95,71 % |

|  | 4,29 % |

|  | 99,03 % |

|  | 0,97 % |

|  | 76,82 % |

|  | 100 % |

|  | 61,53 % |

|  | 68,39 % |

|  | 31,27 % |

|  | 0,26 % |

|  | 0,08 % |

|  | 23,88 % |

|  | 88,36 % |

|  | 11,64 % |

|  | 3,19 % |

|  | 100 % |

|  | 2,13 % |

|  | 100 % |

|  | 1,11 % |

|  | 100 % |

|  | 0,69 % |

|  | 100 % |

|  | 0,46 % |

|  | 100 % |

|  | 0,43 % |

|  | 100 % |

|  | 0,29 % |

|  | 100 % |

|  | 93,71 % |

|  | 6,29 % |

|  | 98,66 % |

|  | 1,34 % |

|  | 73,64 % |

|  | 100 % |

|  | 44,27 % |

|  | 100 % |

|  | 36,15 % |

|  | 90,38 % |

|  | 7,73 % |

|  | 1,89 % |

|  | 8,49 % |

|  | 60,23 % |

|  | 39,77 % |

|  | 2,17 % |

|  | 100 % |

|  | 0,90 % |

|  | 100 % |

|  | 91,98 % |

|  | 8,02 % |

|  | 98,80 % |

|  | 1,20 % |

|  | 76,72 % |

|  | 100 % |

|  | 34,75 % |

|  | 100 % |

|  | 23,77 % |

|  | 100 % |

|  | 20,27 % |

|  | 88,69 % |

|  | 11,31 % |

|  | 4,96 % |

|  | 100 % |

|  | 4,94 % |

|  | 100 % |

|  | 1,12 % |

|  | 100 % |

|  | 89,81 % |

|  | 10,19 % |

|  | 96,06 % |

|  | 3,94 % |

|  | 80,44 % |

|  | 100 % |

|  | 42,85 % |

|  | 100 % |

|  | 29,10 % |

|  | 100 % |

|  | 3,16 % |

|  | 100 % |

|  | 0,96 % |

|  | 100 % |

|  | 76,07 % |

|  | 23,93 % |

|  | 95,98 % |

|  | 4,02 % |

|  | 76,02 % |

|  | 100 % |

|  | 44,13 % |

|  | 96,39 % |

|  | 3,61 % |

|  | 20,41 % |

|  | 100 % |

|  | 16,49 % |

|  | 100 % |

|  | 4,11 % |

|  | 100 % |

|  | 3,04 % |

|  | 100 % |

|  | 88,18 % |

|  | 11,82 % |

|  | 98,92 % |

|  | 1,08 % |

|  | 72,20 % |

|  | 100 % |

|  | 56,01 % |

|  | 100 % |

|  | 19,77 % |

|  | 100 % |

|  | 13,34 % |

|  | 82,05 % |

|  | 17,95 % |

|  | 2,72 % |

|  | 100 % |

|  | 1,01 % |

|  | 100 % |

|  | 0,71 % |

|  | 100 % |

|  | 0,71 % |

|  | 100 % |

|  | 0,32 % |

|  | 100 % |

|  | 94,59 % |

|  | 5,41 % |

|  | 99,25 % |

|  | 0,75 % |

|  | 75,26 % |

|  | 100 % |

|  | 41,27 % |

|  | 100 % |

|  | 17,20 % |

|  | 88,37 % |

|  | 11,63 % |

|  | 0 % |

|  | 12,61 % |

|  | 100 % |

|  | 9,15 % |

|  | 100 % |

|  | 5,10 % |

|  | 100 % |

|  | 2,85 % |

|  | 100 % |

|  | 88,18 % |

|  | 11,82 % |

|  | 94,97 % |

|  | 5,03 % |

|  | 72,86 % |

|  | 100 % |

## Reacción del gobierno y consecuencias

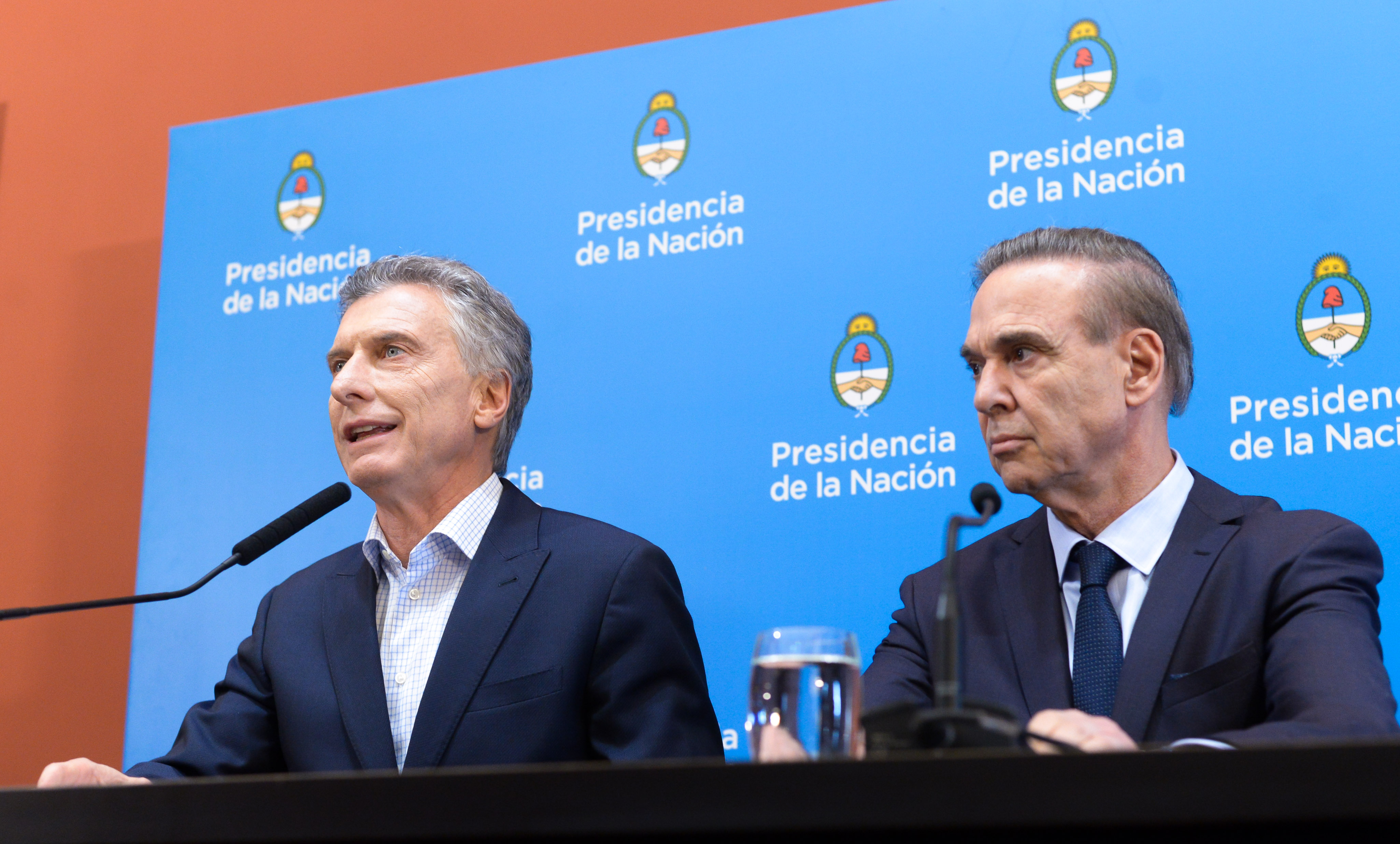
El presidente Mauricio Macri, acompañado del candidato a vicepresidente de la alianza Juntos por el Cambio, el senador Miguel Ángel Pichetto, en conferencia de prensa realizada en la Presidencia de la Nación, al día siguiente de las PASO. Durante la misma, emitió la polémica declaración: «esta elección no sucedió».

La noche misma de las elecciones, el presidente Macri anunció públicamente que el resultado había sido «muy malo» para el oficialismo y recomendó a sus seguidores «irse a dormir», cuando aún el escrutinio oficial no había hecho público ningún resultado, circunstancia que generó diversas críticas.El resultado produjo una crisis en el gobierno tras la derrota electoral.esa ocasión. y una devaluación del 23 %. Tras ello, el extitular del Banco Central Martín Redrado acusó al presidente Mauricio Macri de haber ordenado el lunes dejar correr el valor del dólar para que los “argentinos aprendan a quién votar” Días después el dictamen de la fiscalía ordenaba investigar si el Ejecutivo instruyó al BCRA para que no interviniera en el mercado cambiario el 12 de agosto, donde se produjo “una suba indefinida del dólar” frente a la cual el BCRA se comportó de modo “anormal, extraño e inusual” investigándose si hubo una instrucción directa del presidente para causar una corrida cambiaria. Mientras el ministro de Hacienda Nicolás Dujovne estuvo ausente de todas las reuniones del gabinete y en los anuncios económicos del gobierno, presentando su renuncia que finalmente no fue aceotada. La ausencia de Dujovne generó diversas versiones. El diario Clarín informó que «todos conocían que Nicolás Dujovne había renunciado por escrito el martes (13 de agosto)» y afirmó que al ministro «ya se le conocían antecedentes de pánico ante situaciones de estrés». Finalmente, el martes 20 de agosto juró como nuevo ministro de Hacienda Hernán Lacunza, quien hasta ese momento se había desempeñado como ministro de Economía de la gobernadora de la provincia de Buenos Aires, María Eugenia Vidal. Tras la subida inicial ese martes el dólar cayó un 2% y el índice del JP Morgan de riesgo país se redujo 7%.
Por la tarde el presidente dio un mensaje televisaso al país, respaldado por el logo oficial de la Presidencia de la Nación y acompañado por su candidato a vicepresidente, el senador peronista Miguel Ángel Pichetto, atribuyéndole la responsabilidad de la corrida cambiaria y bursátil al voto de la población a favor de la principal alianza opositora y afirmando que «esta elección no sucedió». Por su parte el candidato a vicepresidente agregó que "El presidente está en control, esto no terminó". Columnistas destacados de los dos principales grupos de prensa del país (La Nación y Clarín), cercanos al oficialismo, criticaron la postura del presidente y hablaron del "peligro de un Macri alienado", o afectado de una patología del poder llamada "mal de hubris".
El martes 13 de agosto por la mañana, Macri volvió a dirigirse a la población, esta vez sin estar acompañado por nadie, para disculparse por su mensaje del día anterior, en el que había responsabilizado a la ciudadanía por haber concurrido a votar mayoritariamente en las internas del opositor Frente para Todos, liderado por Alberto Fernández. Macri admitió que sería positivo mantener una conversación con Fernández, para garantizar la gobernabilidad. Luego del discurso de Macri continuó la corrida cambiaria y bursátil, con una nueva devaluación del peso de un 9%.
Esa misma tarde Macri y Fernández conversaron telefónicamente por primera vez. Ambos declararon a la prensa que estaban satisfechos con el encuentro y los acuerdos básicos alcanzados con el objetivo de preservar la institucionalidad, respetar la voluntad democrática de la población y tranquilizar a los mercados, iniciando un proceso de reuniones entre el oficialismo y la oposición para dar estabilidad a la economía durante el proceso electoral.
Tras la victoria definitiva el dólar bajaría 7 pesos el lunes posterior a las elecciones presidenciales.